# Кизил (аеропорт)
Аеропорт Кизил (рос. Аэропорт Кызыл) (IATA: KYZ, ICAO: UNKY) — регіональний аеропорт федерального значення, розташований за 6 км на північний захід від міста Кизил. Починаючи з 2013 року організовано регулярне авіасполучення з Красноярськом, Новосибірськом, а також з важкодоступними населеними пунктами республіки Тува.

## Загальні відомості

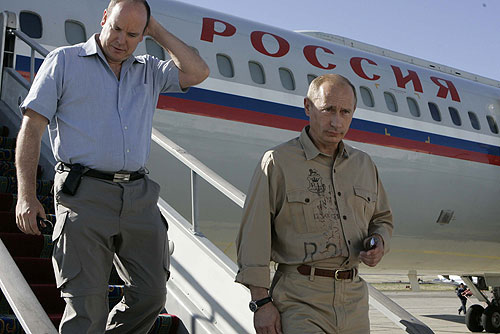
Князь Монако Альбер II і президент Росії Володимир Путін спускаються з борту Ту-154М авіакомпанії «Росія» в аеропорту Кизила (2007 рік)

Згідно з концепцією розвитку аеропортової мережі Росії до 2020 року аеропорт Кизил входить до числа внутрішньоросійських вузлових центрів, які не можуть бути закриті з економічних або будь-яких інших причин . Аеропорт відкритий для експлуатації у 1946 році, останній ремонт і модернізація злітно-посадкової смуги проведені в 2006 році. Наразі пропускна спроможність аеровокзалу — 250 пас./год. Передбачається, що після майбутньої комплексної модернізації аеропорт у 2016 році може отримати статус міжнародного.

## Типиповітряних суден[3], які приймає аеродром
З максимальною злітною вагою до 75 тонн. Класифікаційне число злітно-посадкової смуги (PCN) 12/R/B/X/T. Через що в 2016 році розпочато модернізацію злітно-посадкової смуги. На початок 2017 року в роботі 1450 м злітно-посадкової смуги.

## Пасажиропотік
| Рік                     | 2011  | 2012  | 2013  | 2014  | 2015  | 2016  | 2017  | 2018  | 2019 |
| Пасажиропотік тис. пас. | 14,16 | 14,12 | 16,65 | 24,10 | 29,37 | 33,65 | 24,79 | 28,52 | 64,7 |

З 28 вересня 2010 припинилися польоти Ан-24 авіакомпанії Новосибірськ Авіа через їхню збитковість. Урядом для підтримки авіасполучення досягнута домовленість з компанією ЗАТ «Авіа менеджмент груп» про організацію рейсів до Красноярська та Новосибірська на літаках Pilatus-12. 2 літаки взято в лізинг на 3 роки. Восени PC-12 припинили виконання регулярних пасажирських перевезень. Після проходження планового ТО залишається відкритим питання про можливе подальше використання даних літаків для пасажирських перевезень у Туві. 2012 року досягнуто домовленості про початок виконання бюджетних рейсів з Красноярська на літаку Let-410 з КрасАвіа. Вартість квитків на зазначений рейс вдвічі нижча, ніж на авіатаксі ЗАТ «Dexter». З аеропорту виконуються регулярні рейси на літаку Ан-2 у важкодоступні населені пункти. З 18 червня 2013 року авіакомпанія «Томскавіа» відкрила регулярний рейс в аеропорт Кизил із аеропорту «Толмачево». З 1 березня 2015 року на рейсах до Новосибірська авіакомпанію Томскавіа замінила авіакомпанія Таймир.

## Авіалінії та напрямки, грудень 2020
| Авіакомпанія      | Пункт призначення                                                      |
| ----------------- | ---------------------------------------------------------------------- |
| Ayana Airlines    | Абакан, Красноярськ-Черемшанка, Нижньоангарськ, Новосибірськ, Улан-Уде |
| IrAero            | Іркутськ, Москва–Домодєдово                                            |
| Nordstar Airlines | Красноярськ–Ємельяново, Новосибірськ                                   |

## Транспортне сполучення
Аеропорт сполучено з містом маршрутним таксі № 1а.

## Найближчі аеропорти в інших містах
- Улаангом  Монголія (249 км)
- Абакан (307 км)
- Хатгал  Монголія (425 км)
- Улгіт  Монголія (436 км)
- Ховд  Монголія(458 км)